# Нова Кузня (Болеславецький повіт)
Нова Кузня (пол. Nowa Kuźnia, нім. Neuhammer) — село в Польщі, у гміні Ґромадка Болеславецького повіту Нижньосілезького воєводства.
Населення — 419 осіб (2011).
У 1975-1998 роках село належало до Легницького воєводства.

## Демографія
Демографічна структура станом на 31 березня 2011 року:
|          | Загалом | Допрацездатний вік | Працездатний вік | Постпрацездатний вік |
| -------- | ------- | ------------------ | ---------------- | -------------------- |
| Чоловіки | 220     | 47                 | 157              | 16                   |
| Жінки    | 199     | 45                 | 119              | 35                   |
| Разом    | 419     | 92                 | 276              | 51                   |